# Alois Kassner
Alois Kassner (* 28. August 1887 in Groß Gohlau bei Breslau; † 23. März 1970 in Berlin) war ein deutscher Zauberkünstler.

## Leben
Er kam aus einfachen Verhältnissen. Sein Vater war Waldarbeiter. Weihnachten 1897 bekam der zehnjährige Alois ein kleines Zauberbüchlein geschenkt. Er studierte es vom ersten bis zum letzten Kunststück. Seitdem war er von der Zauberkunst fasziniert. Er zauberte mit Alltagsgegenständen vor Freunden und Verwandten.

Als er 18 Jahre alt war, verließ Kassner seinen Heimatort und schlug sich, völlig mittellos, nach Hamburg durch. Auf einem Volksfest begegnete er dem Zauberer Eduard Jänichen (auch Jänicken). Dieser war ein Vollblutartist, der auf Volksfesten als Zauberkünstler, Jongleur, Seiltänzer, Schauspieler, Klavierspieler und Trompeter auftrat. Kassner schloss sich Jänicken an und reiste mit ihm etwa zwei Jahre durch die Gegend um Hamburg.

Seit 1911 reiste er selbständig und entwickelte eine Illusionsdarbietung. Nach dem Ersten Weltkrieg baute er mit vier Assistenten eine sehr erfolgreiche Zauberschau auf. Ein Höhepunkt der Darbietung war das Verschwinden von zwölf Personen auf offener Bühne. Nach einer Anregung des Zirkusdirektors Sarrasani zeigte er seit 1930 das Verschwinden des Elefanten Toto auf offener Bühne.
Bekannt wurde Kassner auch durch die Plakate des Hamburger Lithografen Adolph Friedländer. Es sollen über 40 Kassner-Plakate existieren, eines der letzten Plakate von Friedländer überhaupt zeigt Kassner mit seinem Elefanten Toto.
Während des Zweiten Weltkrieges starb Toto; Kassner führte seine Schau nach dem Krieg in verkleinerter Form weiter. 1954 gab er im Berliner Friedrichstadtpalast seine Abschiedsvorstellung.